# Мубеле, Фирмин
Фирмин Ндомбе Мубеле (англ. Firmin Ndombe Mubele; род. 17 апреля 1994, Киншаса) — конголезский футболист, нападающий.

## Карьера

### Клубная
Футбольную карьеру начал в 2013 году в составе клуба «Вита» (Киншаса).
В июле 2015 года стал игроком катарского клуба «Аль-Ахли» (Доха). Дебют состоялся в матче первого тура против «Аль-Джаиш».
В январе 2017 года подписал контракт с клубом «Ренн», за который провёл 34 матча в чемпионате Франции. Сезон 2017/18 провёл в аренде в «Тулузе». Летом 2018 года «Тулуза» выкупила его контракт.
2 июля 2019 года на правах годовой аренды перешёл в казахстанский клуб «Астана». В октябре 2019 года перенёс операцию на колене. Покинул команду в январе 2020 года и вернулся в «Тулузу».

### В сборной
С 2013 года выступает за основную сборную ДР Конго.

## Достижения
«Вита» Киншаса
- Чемпион Демократической Республики Конго: 2014/15

Сборная ДР Конго
- Бронзовый призёр Кубка африканских наций: 2015